# Strumigenys dyshaula

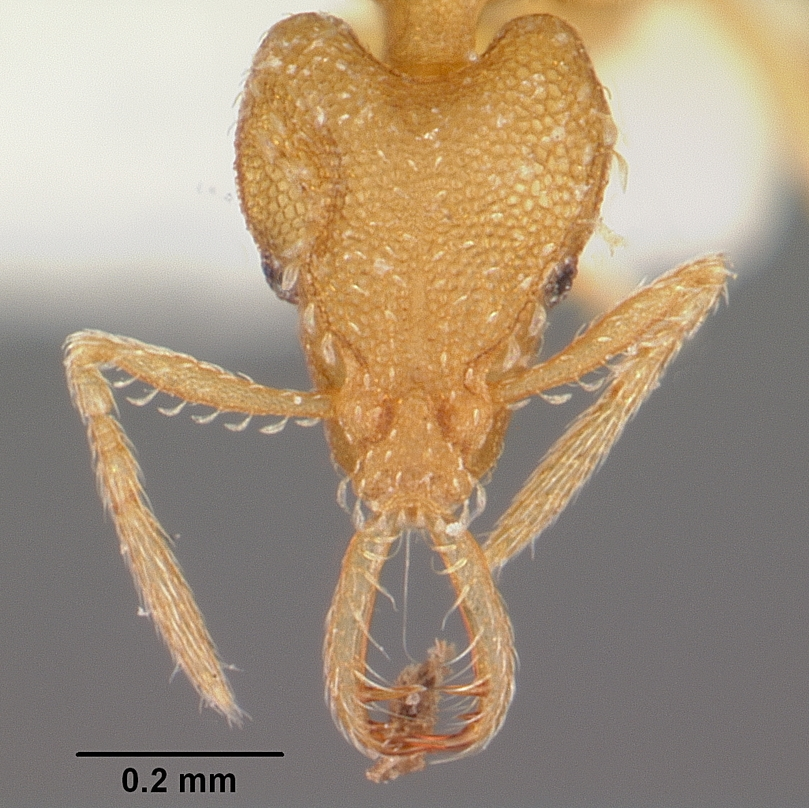

Strumigenys dyshaula (лат.) — вид мелких земляных муравьёв из подсемейства Myrmicinae. Африка: Замбия, Зимбабве, Танзания.
Мелкие муравьи (около 2 мм) с сердцевидной головой, расширенной кзади. Отличаются преокулярной выемкой и сравнительно крупными глазами. Проподеум угловатый с парой зубцов. Обладают длинными жвалами (длина головы HL 0,54—0,56 мм, ширина головы HW 0,40—0,43 мм, мандибулярный индекс MI 46—48). Головной дорзум с 6 отстоящими волосками.
Основная окраска желтоватая. Мандибулы длинные, узкие (с несколькими зубцами). Стебелёк между грудкой и брюшком состоит из двух члеников: петиолюса и постпетиолюса (последний четко отделен от брюшка), жало развито, куколки голые (без кокона). Специализированные охотники на коллембол. Вид был впервые описан в 1983 году английским мирмекологом Барри Болтоном.